# 375

## Esdeveniments
- S'escriu el Talmud de Babilònia, un comentari sobre el judaisme de més de 2 milions de paraules
- Els huns invaeixen gran part d'Europa
- Es prohibeix el matrimoni entre ciutadans romans i estrangers

## Naixements
- Alaric I, rei visigot